# Церковь Святого Вардана (Газах)
Церковь Святого Вардана (арм. Սուրբ Վարդան եկեղեցի) — храм армянской апостольской церкви в городе Газах, на территории современного Азербайджана. В результате Карабахского конфликта начала 1990-х армяне были вынуждены покинуть город, вследствие чего город не имеет армянского населения.

## История
Ещё в 1880-х годах армянская община города собиралась построить церковь. Тогда некий Маги (Мкртич) Казарян, житель Гянджи, попросил разрешения на постройку церкви собственными средствами у главы Тифлисского патриархата Армянской Апостольской церкви, поскольку в то время эта территория была под её юрисдикцией. В итоге он получил это разрешение и 17 июня 1889 года была заложен фундамент церкви.. Вначале предполагалось, что стоимость строительства составит 5 тыс. рублей. 22 июля 1890 года Мкртич Казарян умирает, тем самым оставляя долг строительства церкви на своего сына Александра. Известно, что работы велись с 1895 по 1901 год без каких-либо остановок..
В воскресный день, 8 апреля 1901 года, церковь была освящена. Обряд освещения провёл викарий Гянджи епископ Анания вместе с 10 священниками. Сохранилась речь, сказанная Александром Казарянцем на открытии церкви:

Мой покойный отец, положив начало церкви в честь св. Вардана, не смог при жизни закончить строительство: ему было суждено возвести только 1,5 аршина и закрыть глаза свои. Отец завещал мне, чтобы я закончил строительство церкви; я сам, чего скрывать, в то время не имел больших средств, но веря в Бога, продолжил дело. Потратя 18.500 рублей из мох собственных средств, я закончил строительство этой святыни, которую я дарю вам в память о моём отце и моей матери, прося у вас только один угол для своих костей, под стенами построенной мною церкви, рядом с могилами своих родителей.
Оригинальный текст (арм.)Հանգուցեալ հայրս, հիմք դնելով ս. Վարդանի անւան եկեղեցուն, չկարողացաւ կենդանութեան ժամանակ աւարտել շինութիւնը. վիճակւած էր նրան միայն 1,5 արշին բարձրացնել հիմքից ու աչքերը յաւիտեան փակել: Հայրս կտակեց ինձ, որ աւարտեմ եկեղեցու շինութիւնը. ես ինքս, ինչ թագցնեմ, այդ ժամանակ սուղ միջոցների տէր էի. բայց յուսալով առ Աստուած, շարունակեցի գործը և, ինչպէս կըտեսնէք տպագրած հաշւից, 18.500 րուբլի ծախսելով իմ սեպհական միջոցներից, աւարտեցի այդ սրբազան շինութիւնը, որն ահա, ձեր առաջ նւիրում եմ հօրս և մորս յիշատակին, խնդրելով ձեզանից միայն մի անկյուն ոսկրներիս համար, իմ շինած եկեղեցու պատի տակ՝ ծնողացս դամբարանի մօտ

Вскоре Католикос всех армян выразил своё довольствие и благословил Александра, путём составления кондака:

...на имя г-на Александра М. Джахетяна за постройку новой церкви в Казахе...
Оригинальный текст (арм.)...յանուն պ. Աղէքսանդրի Մ. Ջաղէթեան վասն շինութեան ծախիւք նորա եկեղեցւոյն որ ի Ղազախ...

В ещё одном кондаке потомкам Казаряна было разрешено хоронить своих мёртвых в гавите церкви. В его похоронах приняли участие татарские агалары, которые выразили благодарность умершему и сказали, что армянская церковь стала первым, как христианским, так и мумульманским духовным сооружением в городе.
Первым настоятелем храма стал Закария Апресянц.
Во время армяно-татарской резни 1905-1906 годов церковь была разграблена. Известно, что в 1907-1912 годах армяне Газаха проявили желание восстановить ограждение церкви (оно должно было быть изготовлено из дубовых досок, упрочнено железными вставками и иметь двое ворот), пострадавшее после событий 1905-1906 годов. Для выполнения этих работ был организован попечительский совет, куда вошли Герасим Баграмянц, Иван Джагетянц и Матевос Багдасарьянц. В конце концов власти разрешили воплотить эту идею в 1912 году. На восстановление был потрачен 181 рубль.
В феврале 1918 года, во время ещё одних армяно-татарских волнений, армяне Газаха в целях безопасности покинули город и нашли убежище в Иджеване, а церковь Святого Вардана так же, как и в 1905-1906 гг., подверглась разорению со стороны татар. Об этом писал викарий Закария Апресянц:

...уже в марте месяце до нас стали доходить слухи об этом, что армянская и православная церковь города подверглись грабежу и порочному отношению разъярённой толпы. Посчитав эту новость ложной, я начал собирать правдивые сведения, которыми полностью подтвердилось всё то, о чём говорилось прежде... церковь разграбили: вначале разбив окна и совершив порочные действия, а в это время руководство Казаха не принимало никаких средств, очевидно, понимая, что это вне их обязанностей...
Оригинальный текст (арм.)...արդեն մարտ ամսին սկսեցին մեզ հասնել լուրեր այն մասին, որ հայոց և ուղղափառ եկեղեցիները ենթարկվել են թալանի և սրբապիղծ վերաբերմունքի մութ, մոլեռանդ մասսաների կողմից: Այս լուրերը համարելով ճշմարտությունից զուրկ, ես սկսեցի հավաքել առավել ճշգրիտ տեղեկություններ, որոնցով ամբողջությամբ հաստատվեց այն ամենը, ինչի մասին խոսվում էր... թալանել են եկեղեցին՝ նախապես ջարդելով ապակիները և կատարելով սրբապիղծ գործողություններ, իսկ այդ ընթացում Ղազախի ղեկավարությունը ոչ մի միջոց չի ձեռնարկել, ակնհայտորեն գտնելով, որ դա իր պարտականությունների շրջանակներից դուրս է...

В результате Карабахского конфликта начала 1990-х армяне были вынуждены покинуть город, вследствие чего город не имеет армянского населения.